# Мак-Мердо (антарктическая станция)
Мак-Ме́рдо (англ. McMurdo) — американская антарктическая станция, крупнейшее поселение, порт, транспортный узел и исследовательский центр в Антарктике. Принадлежит Антарктической программе США, но обслуживает также станции и исследовательские программы других государств. Находится на самом юге полуострова Хат-Пойнт острова Росса, рядом с ледником Росса, в новозеландской зоне территориальных претензий. Расстояние до Новой Зеландии — 3500 км на север, до новозеландской исследовательской станции Скотт-Бейс — 2 км. Ранее население могло летом достигать 1258 человек (1996 год), зимой — около 150 человек (1999 год). Сейчас население стабилизировалось — там живёт около 1300 человек круглогодично.

## История
Рядом со станцией сохранилась хижина Роберта Скотта, с сооружения которой в 1902 году и начался отсчёт истории «столицы Антарктики». Сейчас станция является функциональным современным научным центром и самым большим сообществом в Антарктике, имеет три аэродрома (из них два сезонных), место для посадки вертолётов и более 100 строений. На станции действуют оранжереи, снабжающие персонал свежими продуктами. Здесь же находится Церковь Снегов — самое южное культовое здание в мире.
В 1960—1972 годах на станции работала первая и единственная на континенте атомная электростанция. В связи с запретом на использование атомной энергии в Антарктике, а также из-за проблем, отмечавшихся при эксплуатации реактора (в целом было отмечено 438 неполадок, включая утечку воды и трещины в реакторе), станция была остановлена и целиком отправлена в Сан-Диего. Сообщается, что ряд матросов, участвовавших в эвакуации реактора, умерли впоследствии от онкологических заболеваний. В настоящее время на месте АЭС осталась только бронзовая памятная табличка.
На станции осуществляется приём четырёх ТВ каналов через спутниковый центр, находящийся в 40 км от станции. Некоторое время в Мак-Мердо работала единственная в Антарктике телевизионная станция AFAN-TV, управляемая военными.
Деятельность станции вызывала некоторую критику в Соединённых Штатах в связи с неэкологичной методикой утилизации мусора, а также в связи со строительством Трансантарктического шоссе, которое должно соединить станцию с Южным полюсом и станцией Амундсен-Скотт. Согласно протоколу защиты окружающей среды, новая установка для переработки отходов была запущена в 2003 году.
Станция Мак-Мердо — единственное в Антарктике место, где прошла демонстрация протеста против предстоящего вторжения в Ирак. Демонстрация состоялась 15 февраля 2003 года, в ней приняли участие 50 учёных и работников станции.
- Вид из космоса
- Ледокол на подходе к станции
- Сцена из жизни станции
- Грузовое судно разгружается в Мак-Мердо
- Мемориал адмирала Бэрда
- Airbus A319 "Skytraders" в Мак-Мердо

| Показатель                    | Янв.  | Фев.  | Март  | Апр.  | Май   | Июнь  | Июль  | Авг.  | Сен.  | Окт.  | Нояб. | Дек.  | Год   |
| ----------------------------- | ----- | ----- | ----- | ----- | ----- | ----- | ----- | ----- | ----- | ----- | ----- | ----- | ----- |
| Абсолютный максимум, °C       | 9,4   | 6,0   | 1,0   | −1,1  | −1,3  | −0,6  | −4,4  | −3,1  | −1,6  | 4,5   | 9,7   | 10,5  | 10,5  |
| Средний суточный максимум, °C | 0,1   | −6,3  | −14,1 | −17,3 | −18,8 | −19,3 | −21,1 | −22,1 | −19,6 | −13,5 | −5,8  | −0,1  | −13,2 |
| Средняя температура, °C       | −2,7  | −9,6  | −17,5 | −20,7 | −22,6 | −23   | −25   | −26,3 | −23,7 | −17,3 | −8,4  | −2,7  | −16,6 |
| Средний суточный минимум, °C  | −4,4  | −11,2 | −19,5 | −23,3 | −25   | −25,8 | −27,7 | −28,7 | −26,1 | −19,4 | −10,4 | −4,2  | −18,8 |
| Абсолютный минимум, °C        | −17,1 | −24,4 | −35   | −41,2 | −44,4 | −43,8 | −50,6 | −49,4 | −45,1 | −38,9 | −33,3 | −16,7 | −50,6 |
| Норма осадков, мм             | 7     | 21    | 20    | 17    | 19    | 17    | 8     | 8     | 8     | 8     | 5     | 13    | 151   |
| Источник: «Погода и Климат»   |       |       |       |       |       |       |       |       |       |       |       |       |       |